# Surprise (aviso)
Pour les articles homonymes, voir Surprise (homonymie).
La Surprise est un aviso de la classe Chamois de la marine française actif durant la Seconde Guerre mondiale.

## Histoire
Il est lancé le 17 juin 1939 de l'Arsenal de Lorient en Bretagne et est mis en service en mars 1940.
Le 8 novembre 1942, le destroyer de la Royal Navy HMS Brilliant le coule par des tirs d'artillerie au large d'Oran, en Algérie française, lors de l'opération Torch, l' invasion alliée de l'Afrique du Nord française.